# Max Caldas
Max Caldas né le 9 mai 1973 à San Isidro, est un joueur de hockey sur gazon argentin évoluant au poste de défenseur. Il a fait ses débuts avec la sélection en 1994 et participé aux Jeux olympiques d'été en 1996 et en 2004.
Max Caldas est le mari d'Alyson Annan, il a joué pour 4 saisons aux Pays-Bas au HC Klein Zwitserland, avant de déclarer forfait en raison d'une blessure. Il entame alors une carrière d'entraîneur de hockey. Sa première équipe à être entraînée était Leiden Heren 1 (hommes), il a terminé deuxième de la «eerste klasse» néerlandaise (1ère classe). Caldas entraîne Amsterdam Dames 1 (Femmes) dans la "Hoofdklasse" néerlandaise (ligue la plus élevée) depuis l'été 2006. Caldas était l'entraîneur adjoint de l'équipe néerlandaise féminine, qui est devenue champion du monde le 8 octobre 2006 et a remporté la médaille d'or aux Jeux olympiques d'été de 2008 à Pékin, en Chine.
Depuis 2010, Max Caldas est l'entraîneur de l'équipe nationale féminine néerlandaise. Aux Jeux olympiques de 2012, il a remporté l'or en tant qu'entraîneur avec les femmes néerlandaises. Ils ont également décroché l'or lors de la première édition de la Ligue mondiale de hockey en 2013. En juin 2014, il a remporté sa troisième médaille d'or avec les Néerlandaises lors de la Coupe du monde de hockey à La Haye. Il est maintenant responsable de l'équipe néerlandaise de hockey masculin.